# Mystery train (Junior Parker)
Mystery train is een lied dat werd geschreven door de Amerikaanse bluesmuzikant Junior Parker, burgernaam Herman Parker jr. Dit is het meest bekende lied dat hij uitbracht. Dat was op 1 november 1953 onder de naam Little Junior's Blue Flames. Het leverde het hem toen geen hitnotering op. Hij nam het op bij Sun Records van Sam Phillips, die ook wordt genoemd als schrijver van het nummer. Het werd meer dan honderdmaal gecoverd, waaronder op een single door Elvis Presley.

## Covers
Er verschenen covers van diverse artiesten, waaronder verschillende versies van Scotty Moore. Hij bracht het nummer bijvoorbeeld solo uit en ook samen met D.J. Fontana en in een andere versie met Eric Clapton.
Onder de artiesten die het nummer coverden bevinden zich nog meer bekende namen, zoals Elvis Presley, Paul Simon, Bruce Springsteen, Neil Young, Emmylou Harris, The Doors, P.J. Proby, Jeff Beck & Chrissie Hynde, James Burton, Ricky Nelson, Buddy Miles, Tom Fogerty, Roger Miller, John Hammond, The Band, UFO en een groot aantal meer.
Neil Young
De versie van Neil Young komt voort uit de sommering van Geffen Records om een album te maken met rock-'n-rollmuziek. Young had in de jaren ervoor geëxperimenteerd met verschillende muziekstijlen en daar zeer slechte reacties op ontvangen. Hij wilde zich echter niet een muziekstijl laten dicteren door zijn platenbaas. Om Geffens te treiteren voerde hij diens eis daarom zo letterlijk mogelijk uit. Het resultaat was het album Everybody's rockin' met aloude rockabilly uit de jaren vijftig. Zijn band die hij voor die gelegenheid had samengesteld, kreeg de naam The Shocking Pinks mee. David Geffen reageerde hierop door een schadeclaim bij de rechter te eisen van 3,3 miljoen dollar. Ook was het album korter dan gewoonlijk omdat Geffen de opnames halverwege afkapte.

## Tekst
Mystery train, de titel van het lied, komt niet letterlijk in de songtekst terug. Een ander opmerkelijk detail is dat drie regels uit het lied nagenoeg overeenkomen met de tekst uit Worried man blues, de grootste hit van de Carter Family. De melodie van beide liedjes wijkt echter wel geheel af. De overeenkomstige tekstdelen zijn als volgt:
Uit: Worried man blues van de Carter Family:
The train arrived sixteen coaches long

The train arrived sixteen coaches long

The girl I love is on that train and gone
Uit: Mystery train van Junior Parker:
Train I ride, sixteen coaches long

Train I ride, sixteen coaches long

Well, that long black train got my baby and gone

## Elvis Presley
Elvis Presley bracht het nummer tweemaal uit op een single, in 1955 en 1957. Het tweede maal bereikte het de hitlijsten met een nummer 11-notering in de Amerikaanse Hot Country Songs en op nummer 25 in het Verenigd Koninkrijk. Daarnaast verscheen het in 1956 op de Britse versie van zijn debuutalbum, dat wel dezelfde hoes maar een andere titel had, Rock 'n' roll, en ook een deels ander repertoire. In Amerika verscheen het nummer pas tijdens zijn diensttijd op een album, For LP Fans Only uit 1959.
Elvis' versie werd door het muziekblad Rolling Stone op nummer 77 geplaatst van de Greatest Songs of All Time. Ook noemde het blad dit lied het beste uit zijn repertoire dat nooit een hit is geweest; in de poplijst van Billboard heeft het namelijk niet gestaan.